# Salut, voleurs !
Pour plus de détails, voir Fiche technique et Distribution.
Salut, voleurs ! est un film français réalisé par Frank Cassenti et sorti en 1973.

## Fiche technique
- Titre : Salut, voleurs !
- Réalisation : Frank Cassenti
- Scénario : Frank Cassenti et Michèle-Annie Mercier
- Photographie : Claude Beausoleil et Jean-Pierre Baux
- Musique : Areski Belkacem
- Montage : Bob Wade et Michèle-Annie Mercier
- Production : Réalisations et Organisations Cinématographiques (ROC)
- Pays :  France
- Durée : 85 minutes
- Date de sortie : France - 21 juin 1973

## Distribution
- Jacques Higelin : Charlie
- László Szabó : Jo
- Anouk Ferjac : Marie
- Jean-Luc Bideau
- Claude Melki